# Castilleja trujillensis
Castilleja trujillensis är en snyltrotsväxtart som beskrevs av Francis Whittier Pennell. Castilleja trujillensis ingår i släktet målarborstar, och familjen snyltrotsväxter. Inga underarter finns listade i Catalogue of Life.